# Spiridon Palauzov
Spiridon Palauzov (Odessa, 16 luglio 1818 – Pavlovsk (San Pietroburgo), 17 agosto 1872) è stato uno storico bulgaro.
Spiridon Nikolaevich Palauzov è uno storico russo di origine bulgara, che ha studiato la storia medievale e moderna di Bulgaria, Valacchia, Moldavia, Repubblica Ceca, Ungheria e Impero austriaco.
Ha studiato alle università di Bonn, Heidelberg e Monaco di Baviera, poi è diventato un funzionario e ricercatore russo. Insieme a Marin Drinov, il primo presidente dell'Accademia bulgara delle scienze, è lo storico con il maggior contributo alla e per l'emergere della storiografia bulgara.
Nel 1852 introduce il concetto di Età d'oro della cultura bulgara.